# Foire de Tours

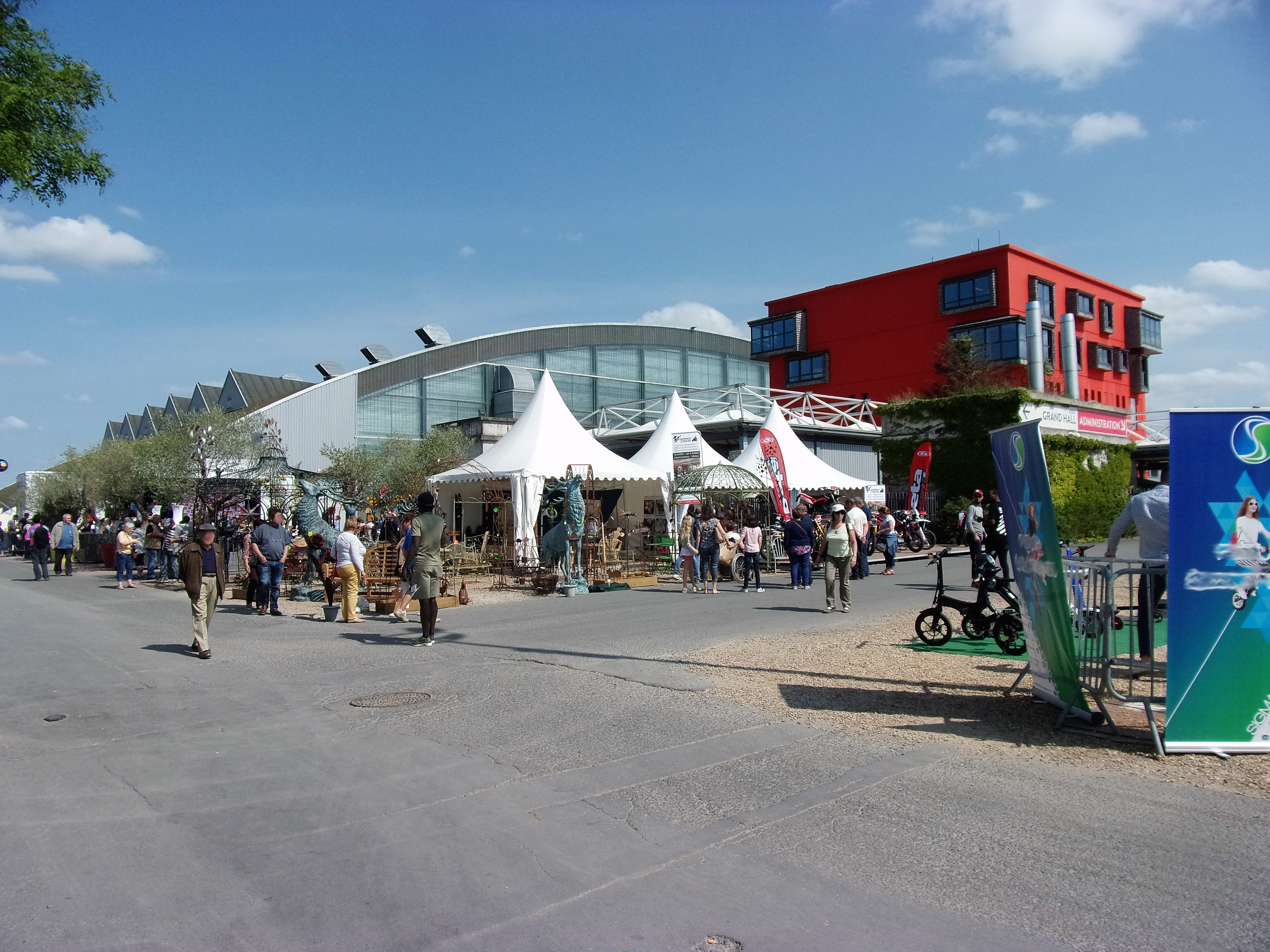
Le Grand Hall de Tours.

La foire de Tours est une manifestation annuelle, qui se tient début mai dans l'enceinte du parc des expositions, à l'est de la ville de Tours, sur une surface de 50 000 mètres carrés. Sa forme moderne date de 1921 et elle se tient à Rochepinard depuis 1964.
C'est une foire généraliste qui accorde toutefois une place importante à la gastronomie, mais aussi au commerce de véhicules. Une fête foraine se situe immédiatement à proximité. Elle reçoit près de 250 000 visiteurs chaque année.

## Histoire

### Origines

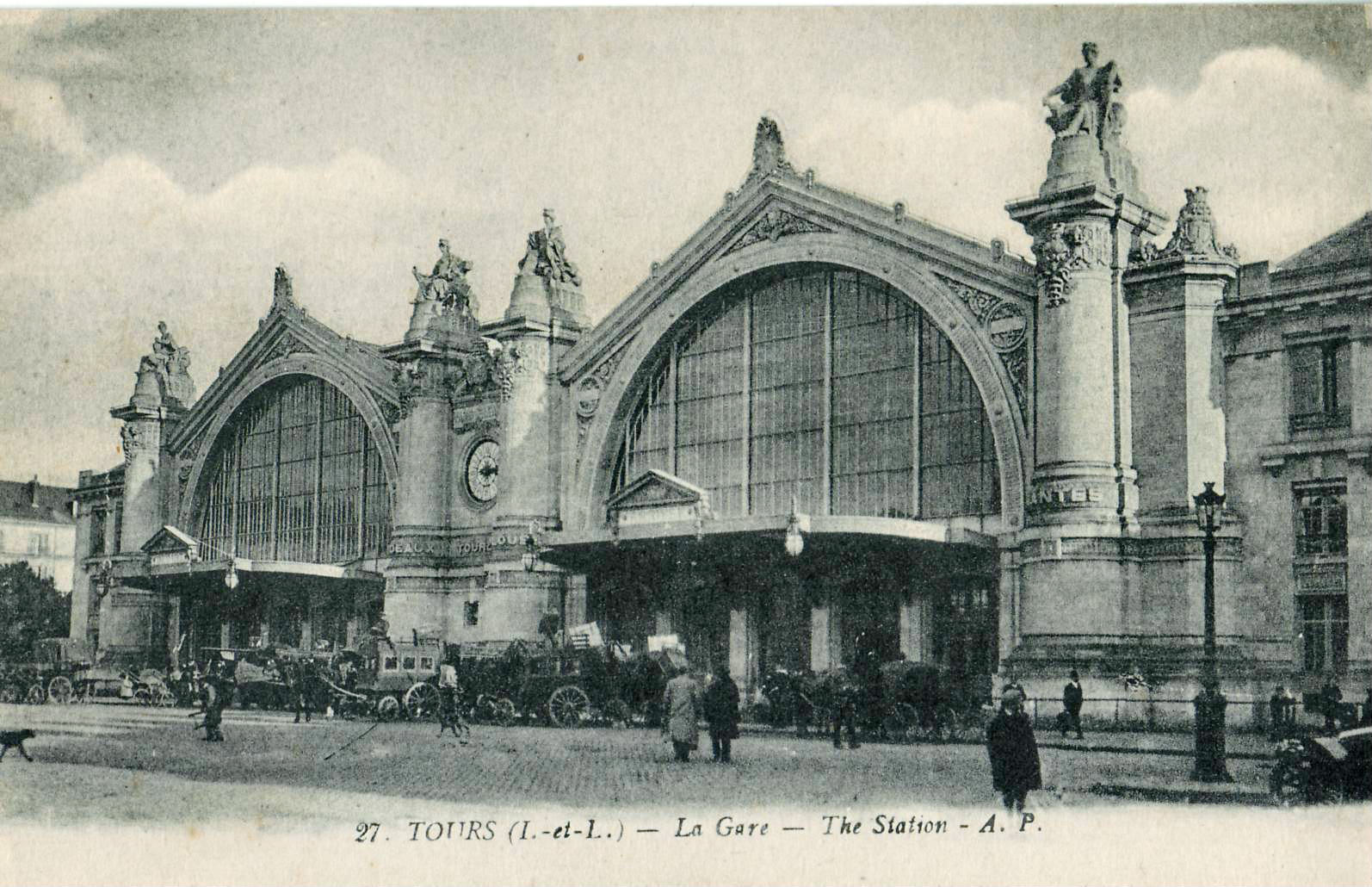
La place de la gare accueille un temps une partie de la foire de Tours.

La foire de Tours est l'héritière de deux foires présentes dans la ville à la fin du XIVe siècle, baptisée « Saint Christophe » et « Saint Maurice » et se tenant en mars et septembre. En 1545, le roi François Ier accorde à ces deux évènements le statut de foires commerciales franches, exemptées de taxes. Les deux manifestations sont alors annuelles et organisées sur la place Foire-le-Roi, à proximité de la rue Colbert dans le Vieux Tours, et dédiées au textile, surtout la soie et les draps. 
Ces manifestations prennent toutefois fin en 1607, à peine quelques décennies plus tard, sous l'effet de la guerre et de l'épidémie de peste qui mettent à mal le commerce. La foire de Tours est recréée en 1782 par le maire Étienne Benoist de La Grandière, de nouveau sous la forme de deux réunions annuelles se tenant durant les mois de mai et août, alors le long de la Loire sur la place Anatole France. En 1879, une exposition d'engins agricoles s'installe devant la gare de Tours, contribuant au développement de la foire.

### Foire moderne

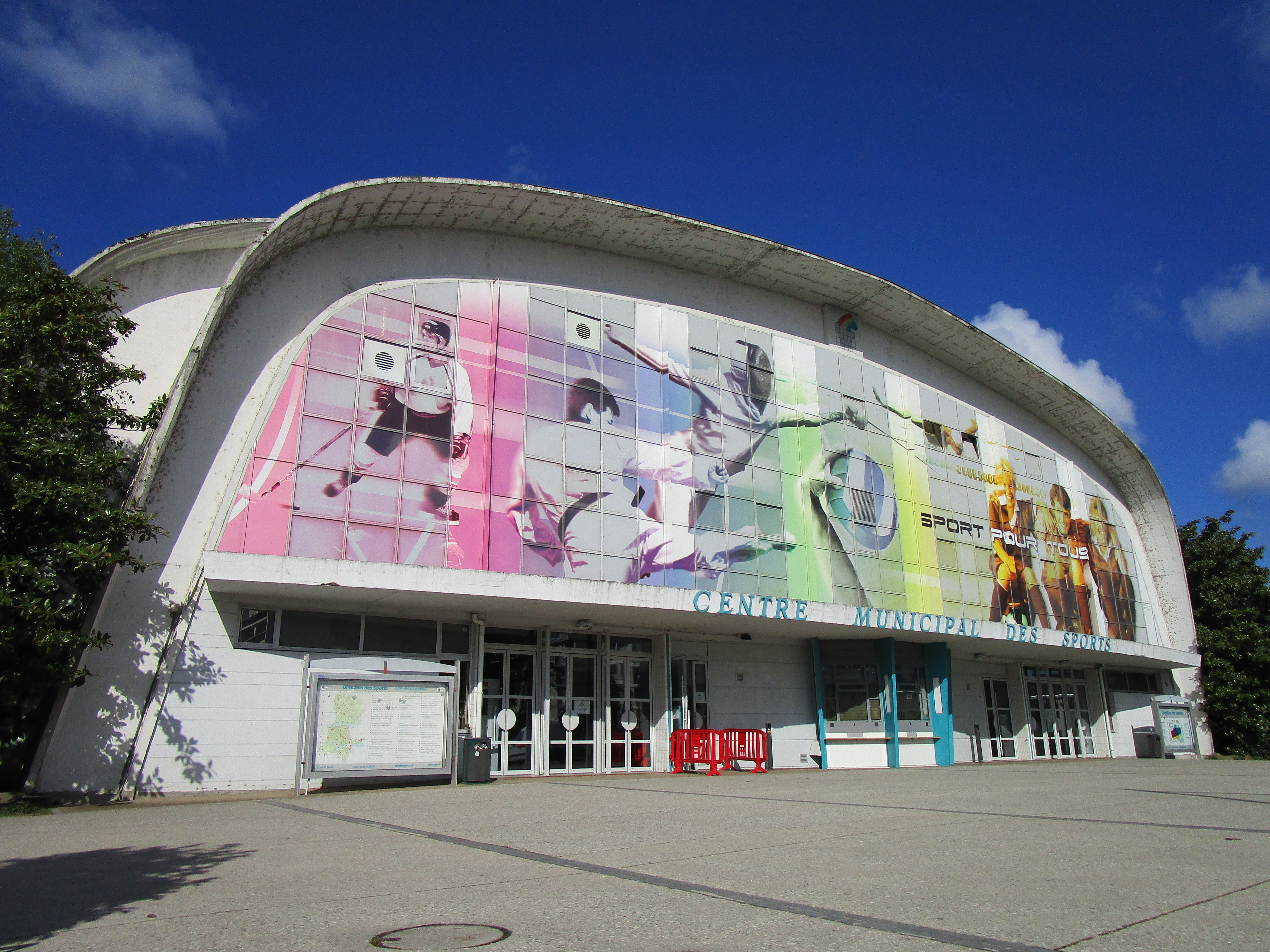
Une partie de la foire s'est tenue en face du Palais des sports, au Sanitas.

En 1921, la foire prend sa forme moderne et la fête foraine s'y ajoute, avec notamment un bal populaire et des animations culturelles. Elle est inaugurée par le ministre du travail Daniel Vincent et prend le nom de « Grande Semaine de Tours ». 
Au début des années 1960, dans un contexte de profondes mutations de la ville de Tours, la foire change plusieurs fois de place et s'éparpille en divers endroits de la ville. Elle s'installe d'abord à l'embouchure de l'ancien canal qui séparait Tours de Saint-Pierre-des-Corps, au bout du boulevard Heurteloup, mais aussi dans le nouveau quartier du Sanitas en face du Palais des sports et sur les boulevards Béranger et Heurteloup.
Finalement, c'est en 1964 que la foire se regroupe et s'installe sur son emplacement actuel, au sein d'un vaste espace comprenant le parc des expositions tout juste inauguré, à proximité du nouveau quartier de Rochepinard. C'est au même moment que la foire de Tours perd sa périodicité bi-annuelle, pour se concentrer sur le seul mois de mai. La foire compte aujourd'hui près de 700 exposants et 120 attractions, répartis sur un espace de 50 000 mètres carrés.